# Venus Felix
La Venus Felix est une sculpture antique conservée dans les Musées du Vatican. 
Venus Felix peut être traduit par « Vénus heureuse ». Elle représente la déesse Vénus accompagnée de son fils Cupidon. Selon l'inscription sur la plinthe, la statue est dédiée par Sallustia, une matrone romaine, et son fils Helpidius à Venus Felix. La sculpture serait une copie romaine en marbre d'environ 180-200 ap. J.-C. d'après un original grec de Praxitèle, l'Aphrodite de Cnide. Le visage de Vénus représente soit l'impératrice Orbiane, soit Faustine la Jeune.  
La sculpture de 2,14 m de haut, découverte près de la basilique Sainte-Croix-de-Jérusalem à Rome, est maintenant installée dans la cour de l'Octogone au Musée Pio-Clementino du Vatican.